# Thomas N. Heffron
Thomas N. Heffron (13 giugno 1872 – San Francisco, 24 maggio 1951) è stato un regista cinematografico e attore teatrale statunitense che lavorò all'epoca del cinema muto.
Talvolta, usò i nomi di T.N. Heffron o di Thomas Heffron.

## Biografia
Nato nel Nevada nel 1872, fu un attore teatrale che recitò a Broadway tra il 1905 e il 1910. Passò quindi al cinema: lavorò per la Triangle, la Thanhouser, la Selig Polyscope, la Fox Film Corporation e la Famous Players-Lasky Corporation. Nella sua carriera, iniziata come regista nel 1913, diresse quasi settanta film e ne sceneggiò tre. Il suo ultimo film risale al 1923.
Morì a San Francisco il 24 maggio 1951.

## Filmografia

### Regista
- Half Way to Reno - cortometraggio (1913)
- The Missing Witness - cortometraggio (1913)
- Life's Pathway - cortometraggio (1913)
- A Daughter Worth While - cortometraggio (1913)
- The Plot Against the Governor - cortometraggio (1913)
- The Brute - cortometraggio (1914)
- One of Our Girls (1914)
- The Only Son, co-regia di Oscar Apfel, Cecil B. DeMille e William C. deMille (1914)
- The Scales of Justice (1914)
- The Man from Mexico (1914)
- Aristocracy (1914)
- Mrs. Black Is Back (1914)
- The Million  (1914)
- Gretna Green (1915)
- Are You a Mason? (1915)
- The Millionaire Baby, co-regia di Lawrence Marston (1915) - (non accreditato)
- The House of a Thousand Candles (1915)
- A Black Sheep (1915)
- The Black Orchid - cortometraggio (1916)
- A Social Deception - cortometraggio (1916)
- Wives of the Rich - cortometraggio (1916)
- Badgered - cortometraggio (1916)
- A Stranger in New York - cortometraggio (1916)
- The Hard Way - cortometraggio (1916)
- Into the Primitive (1916)
- Temperance Town - cortometraggio (1916)
- The Valiants of Virginia (1916)
- The Return - cortometraggio (1916)
- A Milk White Flag - cortometraggio (1916)
- The Old Man Who Tried to Grow Young - cortometraggio (1916)
- In the House of the Chief - cortometraggio (1916)
- Peck o' Pickles (1916)
- Lonesome Town (1916)
- An Eight Cylinder Romance - cortometraggio (1917)
- A Blissful Calamity - cortometraggio (1917)
- Mountain Dew (1917)
- The Stainless Barrier (1917)
- The Planter, co-regia di John Ince (1917)
- The Sudden Gentleman (1917)
- The Hopper (1918)
- The Sea Panther (1918)
- Who Killed Walton? (1918)
- The Lonely Woman (1918)
- Old Hartwell's Cub (1918)
- Madame Sphinx (1918)
- The Painted Lily (1918)
- The Price of Applause (1918)
- The Mask (1918)
- Tony America (1918)
- Deuce Duncan (1918)
- Life's a Funny Proposition (1919)
- The Prodigal Liar (1919)
- The Best Man (1919)
- A Man's Fight (1919)
- Thou Art the Man (1920)
- The City of Masks (1920)
- Firebrand Trevison (1920)
- Sunset Sprague, co-regia di Paul Cazeneuve (1920)
- Una avventura primaverile (The Truant Husband) (1921)[2]
- The Little Clown  (1921)
- Sham (Miss Bluff) (1921)[3]
- Her Sturdy Oak (1921)
- Bacio a cronometro (A Kiss in Time) (1921)
- Her Face Value (1921)
- The Love Charm (1921)
- Too Much Wife (1922)
- Bobbed Hair (1922)
- The Truthful Liar (1922)
- Storia per i soli mariti (A Wife's Romance) (1923)[4]

### Sceneggiatore
- The Scales of Justice, regia di Thomas N. Heffron (1914)
- Gretna Green, regia di Thomas N. Heffron (1915)
- Caught in the Act, regia di Eugene B. Lewis (1917)

## Spettacoli teatrali
- The Shepherd King (Broadway, 20 marzo 1905)
- Pillars of Society (Broadway, 28 marzo 1910)
- Hannele (Broadway, 11 aprile 1910)